# Ondřej Poslužný
Ondřej Poslužný (5. srpna 1914 Židenice – 26. června 1942 Lamanšský průliv) byl český pilot Royal Air Force v období druhé světové války.

## Život

### Před druhou světovou válkou
Ondřej Poslužný se narodil 5. srpna 1914 v Židenicích u Brna v rodině železničního zřízence Ondřeje Poslužného staršího a Josefy, rozené Řitičkové. V roce 1936 odmaturoval na Českém státním gymnáziu v Brně. Přihlásil se k armádnímu letectvu, absolvoval školu pro důstojníky v záloze a pilotní výcvik.

### Druhá světová válka
Po německé okupaci opustil Ondřej Poslužný v červnu 1939 ilegálně Protektorátu Čechy a Morava a přes Polsko odešel do Francie, kde vstoupil do cizinecké legie a následně sloužil v Sidi-Bel-Abbès. Po vypuknutí druhé světové války byl ze závazku propuštěn a 2. října 1939 prezentován v Paříži u vznikající československé zahraniční jednotky ve Francii. Byl zařazen do francouzského letectva a přeškolen na tamní leteckou techniku. Zúčastnil se bitvy o Francii jako pilot stíhací skupiny III/4. Po jejím pádu v červnu 1940 se přes Gibraltar evakuoval do Spojeného království. Zde vstoupil do Royal Air Force a po zaškolení na britskou leteckou techniku byl 6. srpna 1940 zařazen do 310. československé stíhací perutě. Do konce roku si na dva měsíce odskočil do 312. československé stíhací perutě, aby se opět vrátil do 310. perutě, kde pak působil do 12. března 1941. Následovala krátká zařazení do 19. a 118. perutě, od 1. dubna 1941 začalo jeho delší působení v 32. peruti, kde se vypracoval na post velitele letky. Dne 26. června 1942 se zúčastnil operačního letu nad okupovanou Francií, během kterého byl jeho stroj Hawker Hurricane MK.IIc Z3088 zasažen protiletadlovou palbou. Ondřej Poslužný utonul ve vodách Lamanšského průlivu při pokusu zachránit se na padáku. Jeho tělo vydalo moře 4. července u Le Touquet-Paris-Plage. Pohřben je na hřbitově v Étaples.

## Posmrtná ocenění
- Ondřej Poslužný byl v roce 1991 in memoriam povýšen do hodnosti plukovníka
- V roce 1997 byl podle Ondřeje Poslužného pojmenována jedna z ulic brněnské Líšni[1]